# La mort i el llenyataire
La mort i el llenyataire és una obra del pintor Jean-Francois Millet realitzada al 1859. Es troba ara a la Gliptoteca Ny Carlsberg de Copenhaguen.
A Millet, li agradava retratar la gent del poble, i pagesa, en un gest d'admiració per la gent pobra del món rural, com demostra en aquesta pintura, el tema de la qual prové de la coneguda rondalla homònima de l'escriptor francés del segle xvii, Jean de La Fontaine. És per això que va ser lloat i alhora criticat, ja que pintures com aquestes mostraven la duresa de la vida rural, però veritablement no pas prou.